# Megalagrion vagabundum
Megalagrion vagabundum là loài chuồn chuồn trong họ Coenagrionidae. Loài này được Perkins mô tả khoa học đầu tiên năm 1899.